# Čača
Čača (gruz. ჭაჭა, ch'ach'a) je gruzijska rakija od komine. Industrijski se proizvodi od grožđa bijelih sorti, a također i od voća kada se destilira u crnoj boji.
Čača je izvorno bila nusproizvod proizvodnje vina za privatnu upotrebu. I danas je u ovom obliku raširen u zemlji, a destilerija za osobnu upotrebu dio je egzistencionalnog gospodarstva. Gruzijski poljoprivrednici piju je uz vino i smokve, mandarine, naranče ili dudove. Ovu voćnu rakiju u Gruziji zovu Araki. U svakodnevnom se jeziku naziva i gruzijskom votkom ili votkom od grožđa, ovisno o sirovini. Nakon destilacije čača ima udio alkohola 70%, pa se stoga razrjeđuje vodom prije pijenja. Privatno destilirana čača nema fiksni udio alkohola. Čuva se najmanje šest mjeseci da sazrije.
Tradicionalno je bilo domaće piće kućne izrade Gruzijaca, ali u 19. i 20. stoljeću čača je postala industrijski proizvod. Proces proizvodnje je pročišćen, a kao sirovina koristi se samo grožđe. Neki proizvođači rakiju od komine čuvaju u starim hrastovim bačvama kako bi poboljšali okus, što znači da čača također upija malo boje. Industrijski proizvedena čačaa je blaga i blago aromatičnog okusa grožđa. Sadržaj alkohola joj je 45%. Obično se puni u staklene boce od 0,5 litre, neki proizvođači imaju vlastiti dizajn boca.
Čača se obično pije čista, po mogućnosti ledeno hladna i poslužuje se s limunovom korom. Međutim, može se koristiti i za koktele. U ruralnim područjima Gruzije uobičajeno je popiti čašicu ujutro, posebno po hladnom vremenu. U zapadnim predjelima zemlje često se pije uz slastice. U istočnoj Gruziji se konzumira prije slanih jela.